# Maria Josepa Colom i Sambola
Maria Josepa Colom i Sambola (Cervera, Segarra, 3 d'agost de 1924 - Barcelona, 16 d'octubre de 2017) fou una pintora i gravadora catalana, especialitzada en l'aiguafort i la tècnica de la punta seca, tot i que també va practicar la xilografia.
Es va formar a l'Escola de la Llotja. Als anys 50 es va establir al Pakistan, i a finals de la dècada va guanyar el Premio Nacional de Grabado de Madrid (1958). Més endavant, el 1972, guanyaria el premi Ciutat de Barcelona, també de gravat. Un any abans havia realitzat una exposició monogràfica a Cervera.
Es conserva obra seva al Museu d'Art Jaume Morera de Lleida, al Museu d'Art de Sabadell i més de 3000 estampes i dibuixos originals a la Biblioteca de Catalunya.